# بيل روس
بيل روس (بالإنجليزية: Bill Ross)‏ هو سياسي أسترالي، ولد في 23 فبراير 1888، وتوفي في 19 مارس 1966. انتخب عضو الجمعية التشريعية نيو ساوث ويلز.